# (34503) 2000 SJ157
2000 SJ157 (asteroide 34503) é um asteroide da cintura principal. Possui uma excentricidade de 0.01599360 e uma inclinação de 1.27115º.
Este asteroide foi descoberto no dia 26 de setembro de 2000 por LINEAR em Socorro.